# 전기병
전기병(1957년 3월 26일 ~ )은 대한민국의 성우이다. 1978년 DBS에 성우로 입사했으며, 언론통폐합으로 인해 현재는 KBS 15기로 분류된다. 

## 애니메이션 출연작
- 영심이(KBS) - 오일심
- 피터팬(KBS) - 웬디
- 은비까비의 옛날옛적에(KBS) - 은비
- 외계소년 위제트(KBS) - 크리스틴
- 달타냥의 모험(KBS) - 콘스탄스
- 투명인간(KBS) - 캔디
- 거북이 특공대(SBS) - 에이프릴(처음)
- 우주소년 마르스 (마르스)
- 촬리브라운 - 루시역, 비디오 판에서는 촬리브라운 역
- 고깔모자 삼총사(KBS) - 초롱이 역
- 요괴사냥꾼 댕기(VIDEO) - 엄마

## 외화 출연작
- 노 머시(SBS) - 칼라(알레타 미첼)
- 달려라 마야(KBS) - 셀리나(소니아 사니)
- 달려라 청춘(KBS)
- 바람과 함께 사라지다(KBS) - 스칼렛의 큰 동생(에벌린 키스)
- 캣 피플(MBC) - 아이리나(나스타샤 킨스키)
- 바다의 지배자(KBS) - 마거릿(모린 오하라)
- 사랑은 소리높이(KBS) - 윌리엄의 어머니(클로리스 리치먼)
- 제네비에브 (KBS) - 호텔 손님(에디 마틴)
- 사막의 천사 제씨(KBS) - 벳시(라일라 레비스) / 매기(프리실라 로페즈)
- 코만도(KBS) - 신디(레이 돈 총) / 항공 승무원(첼시 필드)
- 푸른 하늘 아래서(KBS) - 샌디(엘라자베스 프레저)
- 핀지콘티니가의 정원(KBS)

## 기타
- 달려라 샐러리맨 (해설)
- 대한 뉴우스
- CM:라피네 화장품, 피어리스 화장품, 아모레 모이스춰미스트,에스콰이어, 엘칸토 베가본드,기업PR..등등 많은 광고를 함.

다큐멘터리 해설, 각 나레이션으로 상큼한 멘트에 독특한 영역을 소유한 성우. 특히 CM 부분에서는 특유의 아름다운 소리는 물론 독창적인 기법과 강렬하면서도 부드럽고 도전적인 목소리로 새로운 트렌드를 개발해 유행시키도 했다. 추억을 불러일으키는 '대한뉴우스'에서는 성우 이호인과 같이 호흡을 맞춰 진행했고 후에는 전기병 혼자 진행했다. 극장에서 뉴스가 사라질 때까지 진행한 대한뉴우스의 마지막 주자라고 할 수 있다.